# Catharina Louisa Kettler

Wapen Kettler Neu Assen

Catharina Louisa Kettler van Oyen (1625 - 1678), barones van Kettler en Oyen, vrouwe van Nesselrode en Aldendorp en door huwelijk vrouwe van Landschadenhoff, was een dochter van Johan Kettler (ca. 1570 – 1629) heer tot Montjoye en Oyen en Catharina Anna van Loë (4 december 1571 - ?)
Zij trouwde in 1654 met Jacob Ferdinand Sweerts de Landas heer van Landschadenhoff (Den Haag, 18 maart 1628 - 's-Hertogenbosch, 17 september 1693), hij werd begraven in de St. Janskerk in 's-Hertogenbosch. Hij was een broer van Maarten Christiaan Sweerts de Landas (1629-1704)  heer van Oirschot en eigenaar van Kasteel Oud Beijsterveld en een zoon van Jacob Sweerts (Amsterdam, 8 april 1587 - Den Haag, 1 mei 1658) en Johanna Lopez de Villanova (Keulen, 16 augustus 1595 - 's-Hertogenbosch, 27 februari 1673). Na het overlijden van Catharina trouwde hij (2) op 23 augustus 1682 in Den Haag met Elisabeth van Els tot Boedelham (Tiel, 14 oktober 1660 - 's-Hertogenbosch, 20 oktober 1737).
Uit het huwelijk van Catharina en Jacob is 1 zoon geboren:
- Jan Lodewijk Sweerts de Landas (ca. 1658 - 11 maart 1678). Hij is ongehuwd zonder nageslacht overleden.

Het gobelinwandtapijt (3 x 2.25 m) in de gang van het goed Bijsterveld, waarop afgebeeld o.a. de 16 kwartieren van Jacob Ferdinand Sweerts de Landas en Catharina Louisa Kettler, is in 1670 door Catharina vervaardigd. Het werd door de erven in bruikleen afgestaan.

Wapen Mathias von Loë